# Глорія-Гленс-Парк (Огайо)
Глорія-Гленс-Парк (англ. Gloria Glens Park) — селище (англ. village) в США, в окрузі Медіна штату Огайо. Населення — 369 осіб (2020).

## Географія
Глорія-Гленс-Парк розташована за координатами 41°3′30″ пн. ш. 81°54′5″ зх. д. / 41.05833° пн. ш. 81.90139° зх. д. (41.058209, -81.901260).  За даними Бюро перепису населення США в 2010 році селище мало площу 0,29 км², з яких 0,28 км² — суходіл та 0,01 км² — водойми.

### Клімат
| Клімат : Глорія-Гленс-Парк | Клімат : Глорія-Гленс-Парк | Клімат : Глорія-Гленс-Парк | Клімат : Глорія-Гленс-Парк | Клімат : Глорія-Гленс-Парк | Клімат : Глорія-Гленс-Парк | Клімат : Глорія-Гленс-Парк | Клімат : Глорія-Гленс-Парк | Клімат : Глорія-Гленс-Парк | Клімат : Глорія-Гленс-Парк | Клімат : Глорія-Гленс-Парк | Клімат : Глорія-Гленс-Парк | Клімат : Глорія-Гленс-Парк | Клімат : Глорія-Гленс-Парк |
| Показник                   | Січ.                       | Лют.                       | Бер.                       | Квіт.                      | Трав.                      | Черв.                      | Лип.                       | Серп.                      | Вер.                       | Жовт.                      | Лист.                      | Груд.                      | Рік                        |
| Середній максимум, °C      | 0,6                        | 1,7                        | 7,8                        | 15,0                       | 20,6                       | 25,6                       | 27,8                       | 26,7                       | 23,9                       | 16,7                       | 8,9                        | 2,8                        | 15,0                       |
| Середній мінімум, °C       | −7,2                       | −7,2                       | 3,3                        | −3,9                       | 6,7                        | 11,7                       | 15,0                       | 13,9                       | 10,0                       | 5,0                        | 0,0                        | −5                         | 2,8                        |
| Норма опадів, мм           | 66                         | 53                         | 76                         | 86                         | 91                         | 97                         | 99                         | 81                         | 81                         | 64                         | 74                         | 66                         | 937                        |
| -------------------------- | -------------------------- | -------------------------- | -------------------------- | -------------------------- | -------------------------- | -------------------------- | -------------------------- | -------------------------- | -------------------------- | -------------------------- | -------------------------- | -------------------------- | -------------------------- |
| Джерело: Weatherbase       |                            |                            |                            |                            |                            |                            |                            |                            |                            |                            |                            |                            |                            |

## Демографія
Згідно з переписом 2010 року, у селищі мешкало 425 осіб у 179 домогосподарствах у складі 116 родин. Густота населення становила 1459 осіб/км².  Було 226 помешкань (776/км²).
Расовий склад населення:
| - 98,6 % — білих - 0,5 % — азіатів - 0,2 % — корінних американців - 0,2 % — чорних або афроамериканців |

До двох чи більше рас належало 0,5 %. Частка іспаномовних становила 1,4 % від усіх жителів.
За віковим діапазоном населення розподілялося таким чином: 22,4 % — особи молодші 18 років, 66,3 % — особи у віці 18—64 років, 11,3 % — особи у віці 65 років та старші. Медіана віку мешканця становила 39,5 року. На 100 осіб жіночої статі у селищі припадало 107,3 чоловіків;  на 100 жінок у віці від 18 років та старших — 105,0 чоловіків також старших 18 років.
Середній дохід на одне домашнє господарство  становив 72 939 доларів США (медіана — 46 250), а середній дохід на одну сім'ю — 74 000 доларів (медіана — 49 063). Медіана доходів становила 40 313 долари для чоловіків та 26 875 доларів для жінок. За межею бідності перебувало 5,6 % осіб, у тому числі 7,3 % дітей у віці до 18 років та 5,9 % осіб у віці 65 років та старших.
Цивільне працевлаштоване населення становило 239 осіб. Основні галузі зайнятості: освіта, охорона здоров'я та соціальна допомога — 25,1 %, будівництво — 15,5 %, мистецтво, розваги та відпочинок — 14,6 %.